# 亨廷顿公园 (加利福尼亚州)
亨廷顿公园（英語：Huntington Park）是美国加利福尼亚州洛杉矶县下属的一座城市。建市于1906年9月1日，面积大约为3.01平方英里（7.8平方公里）。根据2010年美国人口普查，该市有人口58,114人。